# Lijst van voetbalinterlands Saint Lucia - Suriname
Deze lijst van voetbalinterlands is een overzicht van alle officiële voetbalwedstrijden tussen de nationale teams van Saint Lucia en Suriname. De landen speelden tot op heden drie keer tegen elkaar. De eerste ontmoeting, een kwalificatiewedstrijd voor het Wereldkampioenschap voetbal 2002, werd gespeeld in Castries op 5 maart 2000. Het laatste duel, een kwalificatiewedstrijd voor de Caribbean Cup 2010, vond plaats op 15 oktober 2010 in Paramaribo.

## Wedstrijden
| № | Plaats     | Datum           | Competitie                      | Wedstrijd              | Uitslag |
| - | ---------- | --------------- | ------------------------------- | ---------------------- | ------- |
| 1 | Castries   | 5 maart 2000    | WK 2002 kwalificatie            | Saint Lucia – Suriname | 1 – 0   |
| 2 | Paramaribo | 19 maart 2000   | WK 2002 kwalificatie            | Suriname − Saint Lucia | 1 − 0   |
| 3 | Paramaribo | 15 oktober 2010 | Caribbean Cup 2010 kwalificatie | Suriname − Saint Lucia | 2 − 1   |

## Samenvatting
| Competitie                 | Totaal gespeeld | Winst Saint Lucia | Gelijk | Winst Suriname | Doelsaldo Saint Lucia – Suriname |
| -------------------------- | --------------- | ----------------- | ------ | -------------- | -------------------------------- |
| WK-kwalificatie            | 2               | 1                 | 0      | 1              | 1 − 1                            |
| Caribbean Cup-kwalificatie | 1               | 0                 | 0      | 1              | 1 − 2                            |
| Totaal                     | 3               | 1                 | 0      | 2              | 2 − 3                            |

SLFA · Saint Luciaans vrouwenelftal
Amerikaanse Maagdeneilanden ·
Anguilla ·
Antigua en Barbuda ·
Aruba ·
Barbados ·
Bermuda ·
Britse Maagdeneilanden ·
Canada ·
Cuba ·
Curaçao ·
Dominica ·
Dominicaanse Republiek ·
El Salvador ·
Grenada ·
Guatemala ·
Guyana ·
Haïti ·
Jamaica ·
Kaaimaneilanden ·
Montserrat ·
Nederlandse Antillen ·
Panama ·
Puerto Rico ·
Saint Kitts en Nevis ·
Saint Vincent en de Grenadines ·
San Marino ·
Suriname ·
Trinidad en Tobago ·
Turks- en Caicoseilanden
SVB · 
Surinaams vrouwenelftal · 
Olympisch elftal
1934 – 1939 ·
1940 – 1949 ·
1950 – 1959 ·
1960 – 1969 ·
1970 – 1979 ·
1980 – 1989 ·
1990 – 1999 ·
2000 – 2009 ·
2010 – 2019 ·
2020 – 2029
Anguilla ·
Antigua en Barbuda ·
Aruba ·
Barbados ·
Bermuda ·
Britse Maagdeneilanden ·
Canada ·
Costa Rica ·
Cuba ·
Curaçao ·
Denemarken ·
Dominica ·
Dominicaanse Republiek ·
El Salvador ·
Grenada ·
Guatemala ·
Guyana ·
Haïti ·
Honduras ·
India ·
Jamaica ·
Kaaimaneilanden ·
Mexico ·
Montserrat ·
Nederland ·
Nederlandse Antillen ·
Nicaragua ·
Puerto Rico ·
Saint Kitts en Nevis ·
Saint Lucia ·
Saint Vincent en de Grenadines ·
Thailand ·
Trinidad en Tobago